# 트리오크속
트리오크속(Dactylopsila)은 주머니하늘다람쥐과에 속하는 유대류 속의 하나이다. 4종으로 이루어져 있다.

## 특징
꼬리 길이 165~400mm를 제외한 몸길이가 170~320mm이다. 줄무늬주머니쥐 몸무게는 246~470g이다. 굵고 무성한 양털모양 털이며 상당히 거칠다. 모든 종이 등 쪽에 3겹의 짙은 줄무늬를 나란히 나 있다. 줄무늬주머니쥐와 큰꼬리트리오크는 턱에 검은 반점이 있다.

## 분포 및 서식지
세 종 중에서 가장 큰 분포 지역을 차지하는 종은 뉴기니섬과 인근 제도의 일부 섬, 퀸즐랜드주 북동부 지역에 분포하는 줄무늬주머니쥐다. 큰꼬리트리오크는 뉴기니섬의 중부와 서부 지역에 서식하는 반면에 희귀종 테이트트리오크는 파푸아뉴기니 남동부 연안의 퍼거슨섬에서만 발견된다.

## 하위 종
- 큰꼬리트리오크 (D. megalura)
- 긴손가락트리오크 (D. palpator)
- 테이트트리오크 또는 퍼거슨섬줄무늬주머니쥐 (D. tatei)
- 줄무늬주머니쥐 (D. trivirgata)